# 코파 에바 두아르테 1948
코파 에바 두아르테 1948(스페인어: La Copa Eva Duarte 1948)는 스페인 왕립 축구 연맹(RFEF)가 조직한 스페인 공식 번외 축구 대회의 2번째 시즌이다. 이 시즌에 리가를 우승한 바르셀로나와 코파를 우승한 세비야가 맞대결을 펼쳤다.
경기는 1948년 12월 19일, 발렌시아의 메스타야에서 단판 대결로 펼쳐졌다. 바르셀로나는 이 경기에서 1-0 결승골이 된 세사르 로드리게스의 골을 잘 지켜내어 사상 첫 대회 우승을 거두었다.

## 참가 구단
| 팀         | 자격                              |
| ---------- | --------------------------------- |
| 바르셀로나 | 라리가 1947-48 우승               |
| 세비야     | 코파 델 헤네랄리시모 1947-48 우승 |

## 경기 결과
| 바르셀로나 | 1–0 | 세비야 |
| ---------- | --- | ------ |
| 세사르 32′ |     |        |